# E489 (Ecuador)
De E489 of Vía Colectora Posorja-Nobol (Verzamelweg Posorja-Nobol) is een secundaire nationale weg in Ecuador. De weg loopt van Gómez Rendón naar Posorja en is 48 kilometer lang. 